# Liga Nacional de Básquet 1993-94
La temporada 1993-94 de la Liga Nacional de Básquet de Argentina, corresponde a la décima edición de la máxima competencia argentina de clubes en dicho deporte. Se inició en octubre de 1993 y finalizó el 31 de mayo de 1994 con el quinto partido de la serie final entre el Club Atlético Peñarol de Mar del Plata y el Club Sportivo Independiente de General Pico en el Estadio Gigante de la Avenida de la ciudad de General Pico, en donde se consagró campeón como visitante el equipo marplatense, luego de ganar la serie final 4 a 1.
Respecto la temporada pasada, los descendidos Independiente de Neuquén y Banco Córdoba fueron reemplazados por Independiente de General Pico y Deportivo Roca.

## Posiciones finales
| Equipo | Equipo                            | PJ | PG | PP | Pts |
| ------ | --------------------------------- | -- | -- | -- | --- |
| 1.º    | Peñarol 1 2                       | 57 | 41 | 16 | 97  |
| 2.º    | Independiente de General Pico     | 58 | 36 | 22 | 94  |
| 3.º    | Olimpia (Venado Tuerto)           | 51 | 34 | 17 | 85  |
| 4.º    | Atenas                            | 54 | 35 | 19 | 89  |
| 5.º    | GEPU 2                            | 52 | 30 | 22 | 81  |
| 6.º    | Regatas San Nicolás               | 54 | 27 | 27 | 81  |
| 7.º    | Ferro Carril Oeste (Buenos Aires) | 52 | 28 | 24 | 80  |
| 8.º    | Quilmes                           | 52 | 25 | 27 | 77  |
| 9.º    | Gimnasia (Comodoro Rivadavia)     | 52 | 26 | 26 | 78  |
| 10.º   | Deportivo Roca 1                  | 54 | 26 | 28 | 79  |
| 11.º   | Estudiantes de Bahía Blanca       | 52 | 22 | 30 | 74  |
| 12.º   | Boca Juniors                      | 48 | 18 | 30 | 66  |
| 13.º   | Sport Club Cañadense 3            | 56 | 23 | 33 | 76  |
| 14.º   | Santa Paula de Gálvez             | 51 | 22 | 29 | 73  |
| 15.º   | Gimnasia y Esgrima (Pergamino)    | 56 | 21 | 35 | 77  |
| 16.º   | Echagüe (Paraná)                  | 53 | 12 | 41 | 65  |

|  |                          |
|  | Finalistas del certamen. |
|  | Desciende al TNA.        |

1: Peñarol y Deportivo Roca sufrieron el descuento de un punto por resolución del Tribunal de Penas.
2: Peñarol ganó los puntos en el cuarto partido de Cuartos de Final frente a GEPUpor la ausencia del reloj de 30 segundos.
3: Sport Club Cañadense sufrió el descuento de tres puntos por resolución del Tribunal de Penas.

## Final
| 21 de mayo  | Independiente (GP) | 77–84 | Peñarol |                                         |  |  |
|             |                    |       |         |                                         |  |  |
|             |                    |       |         | Pabellón: Estadio Gigante de la Avenida |  |  |
| Serie 0 - 1 |                    |       |         |                                         |  |  |
|             |                    |       |         |                                         |  |  |

| 24 de mayo  | Independiente (GP) | 78–89 | Peñarol |                                         |  |  |
|             |                    |       |         |                                         |  |  |
|             |                    |       |         | Pabellón: Estadio Gigante de la Avenida |  |  |
| Serie 0 - 2 |                    |       |         |                                         |  |  |
|             |                    |       |         |                                         |  |  |

| 26 de mayo  | Peñarol | 78–72 | Independiente (GP) |                     |  |  |
|             |         |       |                    |                     |  |  |
|             |         |       |                    | Pabellón: Superdomo |  |  |
| Serie 3 - 0 |         |       |                    |                     |  |  |
|             |         |       |                    |                     |  |  |

| 28 de mayo  | Peñarol | 75–83 | Independiente (GP) |                     |  |  |
|             |         |       |                    |                     |  |  |
|             |         |       |                    | Pabellón: Superdomo |  |  |
| Serie 3 - 1 |         |       |                    |                     |  |  |
|             |         |       |                    |                     |  |  |

| 31 de mayo  | Independiente (GP) | 70–84 | Peñarol |                                         |  |  |
|             |                    |       |         |                                         |  |  |
|             |                    |       |         | Pabellón: Estadio Gigante de la Avenida |  |  |
| Serie 1 - 4 |                    |       |         |                                         |  |  |
|             |                    |       |         |                                         |  |  |

### Plantel campeón
- Marcelo Richotti
- Ariel Bernardini
- Esteban De la Fuente
- Marcelo Vildoza
- Carlos Simoni
- Gustavo Nóbile
- Guillermo Roldán
- Diego Maggi
- Martín Fernández
- Wallace Bryant
- Enrique Tabbia
- Sam Ivy

DT Néstor García